# Tennis de table aux Jeux africains de 1978
Navigation
1973 1987
Les compétitions de tennis de table aux Jeux africains de 1978 ont lieu en juillet 1978 à Alger, en Algérie.

## Médaillés
| Simple messieurs      | Kasali Lasisi (NGA)                           | Atanda Musa (en) (NGA)                    | Dodji Ananou (TOG)                  |  |  |  |
| Double messieurs      | Nigeria Sunday Eboh (de) Kasali Lasisi        | Togo Adum Defanti Atta Messan Defanti     |                                     |  |  |  |
| Par équipes messieurs | Nigeria                                       | Égypte                                    | Togo                                |  |  |  |
|                       |                                               |                                           |                                     |  |  |  |
| Simple dames          | Olawunmi Majekàdunmi (NGA)                    | Esther Lamptey (GHA)                      | Odile Akpéné Dédé d'Almeida (TOG)   |  |  |  |
| Double dames          | Nigeria Ethel Jacks (en) Olawunmi Majekodunmi | Ghana Helen Amankwah (en) Esther Lamptey  | Togo                                |  |  |  |
| Par équipes dames     | Nigeria                                       | Égypte                                    | Ghana                               |  |  |  |
|                       |                                               |                                           |                                     |  |  |  |
| Double mixte          | Togo Odile Akpéné Dédé d'Almeida Dodji Ananou | Nigeria Ethel Jacks (en) Sunday Eboh (de) | Ghana Esther Lamptey Joseph Quansah |  |  |  |